# The Archive: Live, Lost & Found
The Archive: Live, Lost & Found è una raccolta del rapper statunitense Rakim, pubblicata il 4 marzo 2008. Distribuito da Fast Life e Koch, l'album raggiunge la novantanovesima posizione della Top R&B/Hip-Hop Albums.
| Recensione     | Giudizio |
| -------------- | -------- |
| AllMusic       | [ 1 ]    |
| Okayplayer     | [ 2 ]    |
| RapReviews.com | (7.5/10) |

## Tracce
1. Hip-Hop – 4:08 (musica: Nick Wiz)
2. Love 4 Sale – 4:25
3. Word on the Street – 3:46
4. It's Nothing – 3:56 (musica: Just Blaze)
5. It's Been a Long Time – 2:59 (musica: DJ Premier)
6. My Melody (featuring Eric B.) – 2:37 (musica: Eric B. & Rakim)
7. Don't' Sweat the Technique (featuring Eric B.) – 1:58 (musica: Eric B.)
8. Follow the Leader (featuring Eric B.) – 1:39 (musica: Eric B.)
9. Ghetto – 3:03
10. Guess Who's Back? – 2:04 (musica: DJ Clark Kent)
11. What's on Your Mind? (featuring Eric B.) – 1:44 (musica: Eric B.)
12. Remember That – 1:18 (musica: DJ Clark Kent)
13. It's Nothing – 3:10
14. Saga Begins – 1:25 (musica: Pete Rock)
15. Move the Crowd (featuring Eric B.) – 1:49 (musica: Eric B. & Rakim)
16. Paid in Full (featuring Eric B.) – 1:53 (musica: Eric B. & Rakim)
17. I Know You Got Soul (featuring Eric B.) – 2:41 (musica: Eric B. & Rakim)
18. I Ain't No Joke (featuring Eric B.) – 3:33 (musica: Eric B. & Rakim)
19. Juice (know the Ledge) (featuring Eric B.) – 2:35 (musica: Eric B.)
20. Mahogany (featuring Eric B.) – 1:32 (musica: Eric B.)
21. Eric B. Is President (featuring Eric B.) – 2:43 (musica: Eric B.)
22. Microphone Fiend (featuring Eric B.) – 3:19 (musica: Eric B.)

Durata totale: 58:17

## Classifiche

### Classifiche settimanali
| Classifica (2008)         | Posizione massima |
| ------------------------- | ----------------- |
| US Top R&B/Hip-Hop Albums | 99                |